# Jan Johansen (zanger)
Jan Christian Johansen (Stockholm, 9 januari 1966) is een Zweeds zanger.

## Biografie
In 1993 had hij een eerste succes in zijn vaderland met het lied Lost in paradise.
Twee jaar later nam hij deel aan Melodifestivalen, de Zweedse preselectie voor het Eurovisiesongfestival. Met het nummer Se på mig won hij Melodifestivalen, waardoor hij mocht deelnemen aan het Eurovisiesongfestival 1995 in de Ierse hoofdstad Dublin. Daar eindigde hij als derde. Het lied stond vijftien weken lang op één in de Zweedse hitparade.
Zijn eerste album Johansen verkocht 160.000 exemplaren.
Johansen nam nadien nog viermaal deel aan Melodifestivalen:
- 2001 4de plaats met Ingenmannsland
- 2002 7de plaats met Sista andetaget
- 2003 2de plaats met Let your spirit fly (samen met Pernilla Wahlgren)
- 2020 uitgeschakeld in halve finale met Miraklernas tid

## Discografie
- Johansen (1995)
- Johansen 2 (1996)
- Roll tide Roll (1997)
- Fram till nu (2001)
- Hela vägen fram (2002)
- X my heart (2003)

1958: Alice Babs · 
1959: Brita Borg · 
1960: Siw Malmkvist · 
1961: Lill-Babs · 
1962: Inger Berggren · 
1963: Monica Zetterlund · 
1965: Ingvar Wixell · 
1966: Lill Lindfors & Svante Thuresson · 
1967: Östen Warnerbring · 
1968: Claes-Göran Hederström · 
1969: Tommy Körberg · 
1971: Family Four · 
1972: Family Four · 
1973: Nova · 
1974: ABBA · 
1975: Lasse Berghagen · 
1977: Forbes · 
1978: Björn Skifs · 
1979: Ted Gärdestad · 
1980: Tomas Ledin · 
1981: Björn Skifs · 
1982: Chips · 
1983: Carola · 
1984: Herreys · 
1985: Kikki Danielsson · 
1986: Lasse Holm & Monica Törnell · 
1987: Lotta Engberg · 
1988: Tommy Körberg · 
1989: Tommy Nilsson · 
1990: Edin-Ådahl · 
1991: Carola · 
1992: Christer Björkman · 
1993: Arvingarna · 
1994: Marie Bergman & Roger Pontare · 
1995: Jan Johansen · 
1996: One More Time · 
1997: Blond · 
1998: Jill Johnson · 
1999: Charlotte Nilsson · 
2000: Roger Pontare · 
2001: Friends · 
2002: Afro-Dite · 
2003: Fame · 
2004: Lena Philipsson · 
2005: Martin Stenmarck · 
2006: Carola · 
2007: The Ark · 
2008: Charlotte Perrelli · 
2009: Malena Ernman · 
2010: Anna Bergendahl · 
2011: Eric Saade · 
2012: Loreen · 
2013: Robin Stjernberg · 
2014: Sanna Nielsen · 
2015: Måns Zelmerlöw · 
2016: Frans · 
2017: Robin Bengtsson · 
2018: Benjamin Ingrosso · 
2019: John Lundvik · 
2021: Tusse · 
2022: Cornelia Jakobs · 
2023: Loreen · 
2024: Marcus & Martinus · 
2025: KAJ
- Gemeinsame Normdatei: 134937090
- International Standard Name Identifier: 0000 0001 2953 9788
- MusicBrainz: 3f77eb40-5ff5-4e3a-bca8-749734cb1246
- LIBRIS: 360955
- Virtual International Authority File: 299393665
- WorldCat: E39PBJjxv48yWMCjbPjRWTBByd